# Mohammed Merah
Mohammed Merah, född 10 oktober 1988 i Toulouse, död 22 mars 2012 i Toulouse, var en fransk-algerisk islamist och islamistisk massmördare. Han mördade tre barn och en rabbin på en judisk skola, samt tre soldater. Han hade tidigare varit i Afghanistan och Pakistan där han sägs haft kontakter med al-Qaida.
Den 21 mars hittades han av den franska polisen och stängde då tungt beväpnad in sig i sin lägenhet, varifrån han sköt mot polisen. Förhandlingar pågick under den 21 och 22 mars, tills han sköts till döds av polisens insatsstyrka i samband med polisens stormning av lägenheten på förmiddagen den 22 mars.
Kort efter polisens stormning av lägenheten arresterades nitton misstänkta islamister spridda över Toulouse, Marseille, Nantes, Lyon och i Parisregionen. De gripna påstods vara medlemmar i Forsane Alizza, en grupp som uppmuntrar sina medlemma att åka till Afghanistan för att utkämpa jihad. I samband med dessa gripanden hittades ett flertal automatvapen. Enligt dåvarande president Sarkozy skedde gripandena med intentionen att "neka tillträde till Frankrike för individer som inte delar nationens värdegrund".